# Гай Диллий Вокула
Гай Ди́ллий Воку́ла (лат. Gaius Dillius Vocula; убит в 70 году) — римский военачальник и политический деятель, занимавший должность претора незадолго до батавского восстания.

## Биография
Известно, что Гай Диллий родился в Кордубе и приходился сыном местному всаднику, носившему преномен «Авл». Гай первым среди представителей своего рода удостоился звания сенатора. Он пользовался также покровительством Сенеки Младшего, поскольку жена Гая Диллия, Гельвия Прокула, была родственницей матери Сенеки. 
Гай Диллий начал гражданскую службу в качестве военного трибуна в 1-м «Германском» легионе, дислоцировавшимся в Бонне. Затем получил чин квестора в провинции Вифиния и Понт. Позднее он последовательно занимал должности плебейского трибуна и претора, после чего император Нерон назначил Вокулу командиром XXII легиона, стоявшего на рейнской границе. 
Во время восстания батавов 69—70 годов Гай Диллий был убит недовольными римскими солдатами.